# Gustav Adolf von Dresky
Gustav Adolf von Dresky (* 12. Juni 1835 in Schweidnitz; † 11. Juni 1910 in Eberswalde) war ein deutscher Turnpädagoge.

## Leben

### Herkunft und Familie
Er stammte aus dem schlesischen Uradelsgeschlecht von Dresky und war der Sohn des preußischen Majors Gustav von Dresky (1790–1842), der im zehnten Infanterie-Regiment an den Befreiungskriegen teilgenommen hatte, und der Adolfine, geborene von Puttkamer (1800–1884). Er war seit 1866 mit Wanda, geborene von Puttkamer (1840–1908) verheiratet, mit der er vier Kinder hatte.

### Karriere
Gustav Adolf von Dresky besuchte von 1847 bis 1854 die Kadettenkorps zu Wahlstatt und Berlin und trat nach seiner militärischen Ausbildung als Fähnrich in das 32. Infanterie-Regiment ein. 1856 erfolgte seine Beförderung zum Leutnant, wonach er 1858 als Militäreleve zur königlichen Zentralturnanstalt in Mainz abkommandiert wurde. Aufgrund seiner turnerischen Tüchtigkeit wurde er im Jahr 1859 zum Hilfslehrer in der Anstalt ernannt und schon 1860 als Erzieher in den Kadettenkorps nach Berlin versetzt. 
Im Winter 1860/61 diente er dabei als Hilfslehrer bei einem Extra-Turnkursus in der Zentralturnanstalt. 1862 wurde er zu seinem Regiment nach Mainz zurückversetzt und erhielt noch im selben Jahr die Beförderung zum Oberleutnant sowie die Ernennung zum etatsmäßigen Lehrer an der Zentralturnanstalt. Ab Januar 1866 diente er als Turn- und Sportlehrer für den zukünftigen Kaiser Wilhelm II. und ab 1868 auch für den Prinzen Heinrich und den kronprinzlichen Töchtern. 
Durch eine im Jahr 1867 erlittene Rückenverletzung wurde er für fernere Militärdienste untauglich erklärt und widmete sich nun der Dienstleistung beim Kronprinzen, wonach er noch 1867 zum Hauptmann aufstieg. Nachdem er die turnerische Ausbildung der Prinzen Wilhelm und Heinrich 1875 beendet hatte, stieg er im selben Jahr zum Major auf und unterrichtete die anderen kronprinzlichen Kinder, darunter Prinz Friedrich Leopold bis 1879. In diesem Zeitraum wurde er 1877 zum Direktor der königlichen Militärturnanstalt in Berlin ernannt und schuf dort ganz neue Verhältnisse. In dieser Eigenschaft stieg er 1884 zum Oberstleutnant und 1889 zum Oberst auf. Unter Genehmigung seines Abschiedsgesuches wurde er am 14. Mai 1890 mit dem Rang eines Regimentskommandeurs zur Disposition gestellt.

## Schriften (Auswahl)
- Praktische Anleitung zu richtigen Hülfsstellungen bei gymnastischen Übungen. 2. Aufl., Berlin 1879.

## Ehrungen
- 1865 Roter Adlerorden 4. Klasse
- 1881 Kronenorden III. Klasse